# Balaji Vishwanath
Balaji Vishwanath Bhat (1662-1720) est le premier d'une série de peshwâs héréditaires issus de la famille Bhat (en) à prendre le contrôle effectif de l'Empire marathe et des vassaux moghols des Marathes au début du XVIIIe siècle. Balaji Vishwanath aide le jeune roi marathe Shahu à consolider son emprise sur un royaume qui a été ravagé par des guerres civiles et par l'intrusion persistante des Moghols sous Aurangzeb. On l'appelle « le deuxième fondateur de l'État marathe ». Il obtient de la cour moghole une concession qui confirme que Shahu est le vassal légitime des Moghols, au détriment de son rival Sambhaji. Plus tard, son fils Bajirao Ier devient peshwâ.

## Jeunesse et carrière
Balaji Vishwanath Bhat naît dans une famille de brahmanes marathis Konkanastha Chitpavan (en),,. Sa famille est originaire de la région côtière du Konkan, dans l'actuel Maharashtra, et est le Deshmukh (en) héréditaire de Shrivardhan sous le Siddi de Janjira (en). Il part à la recherche d'un emploi dans les régions supérieures des Ghats occidentaux et travaille comme mercenaire sous les ordres de plusieurs généraux marathes. Selon Kincaid et Parasnis, Balaji Vishwanath entre dans l'administration marathe sous le règne de Sambhaji, ou bien durant la régence de son frère, Rajaram. Plus tard, il sert comme comptable pour le général marathe Dhanaji Jadhav (en), à Janjira. Entre 1699 et 1702, il sert en tant que Sarsubedar, ou chef-administrateur, à Pune, et de 1704 à 1707, en tant que Sarsubedar de Daulatabad. À la mort de Dhanaji, Balaji se révèle être un officier honnête et compétent. Balaji se brouille avec le fils et successeur de Dhanaji, Chandrasen Jadhav, et se rapproche du nouveau souverain marathe Shahu, qui remarque ses capacités et le nomme assistant (v. 1708),.

## Rôle durant la guerre civile marathe
Depuis la mort de Chhatrapati Shivaji Maharaj, ses deux fils Sambhaji et Rajaram poursuivent la guerre des Marathis contre l'Empire moghol. Aurangzeb entre dans le Deccan en 1686, dans l'espoir de mettre fin à l'État marathe naissant. Il passe les 27 années suivantes dans le Deccan à mener une guerre incessante contre les Marathis. Malgré l cruelle exécution de Sambhaji et la mort prématurée de Rajaram, la veuve de ce dernier, Tarabai, poursuit la résistance tandis que le fils de Sambhaji, Shahu, est capturé très jeune et retenu captif par les Moghols. Aurangzeb meurt à Ahmadnagar en 1707, à l'âge de 88 ans, alors que les armées mogholes sont épuisées et le trésor vide. La guerre de succession qui s'ensuit dans l'empire moghol aboutit à l'accession au trône du prince Mu'azzam, âgé, qui monte sur le trône sous le titre de Bahâdur Shâh.
Dans les intrigues qui suivent la mort d'Aurangzeb, le gouverneur moghol du Deccan libère Shahu de sa captivité, espérant ainsi maintenir les Marathis dans une lutte intestine entre les partisans de Shahu et Tarabai, la veuve de Rajaram qui gouverne au nom de son fils Shivaji et dénonce Shahu comme un usurpateur substitué par les Moghols au fils de Sambhaji.
Tarabai envoie le marathi Senapati Dhanaji Jadhav attaquer Shahu. Balaji Vishwanath est envoyé par Dhanaji Jadhav pour rencontrer secrètement Shahu et vérifier sa « bonne foi ». Balaji aurait persuadé son maître de soutenir la cause de Shahu. Les forces de Dhanaji rencontrent celles de Shahu à Khed, dans le district de Pune. Au lieu d'attaquer Shahu, Dhanaji Jadhav déclare qu'il est le successeur légitime du trône marathe. La confiance de Dhanaji en Balaji Vishwanath suscite cependant la jalousie de son fils et héritier, Chandrasen Jadhav.
Après la mort de Dhanaji Jadhav en juin 1708, Shahu nomme le fils de Dhanaji, Chandrasen Jadhav, au poste de Senapati, mais la rivalité entre Chandrasen et Balaji conduit le premier à intriguer avec Tarabai, tout en cherchant une occasion d'éliminer Balaji. Un différend sur la conduite d'un officier subalterne au service de Balaji conduit Chandrasen à attaquer Balaji, qui s'enfuit dans la forteresse de Purandar. Chandrasen assiège Purandar, après quoi Balaji s'enfuit à nouveau à Pandavgad, d'où il envoie un émissaire pour implorer l'aide de son souverain. Shahu fait amener Balaji Vishwanath sous escorte dans sa capitale Satara et demande à Chandrasen de porter plainte contre Balaji Vishwanath devant lui. Au lieu d'obéir à Shahu, Chandrasen le trahit pour Tarabai en avril 1711. Haibatrao Nimbalkar, que Shahu avait envoyé contre Chandrasen, passe également à Tarabai, et la fortune de Shahu est au plus bas. Privé de ses généraux expérimentés, Shahu se tourne vers Balaji Vishwanath, qui entreprend de lever une nouvelle armée pour la cause de Shahu. En récompense de ses efforts, Shahu confère à Balaji le titre de Senakarte, ou « organisateur des armées marathes » (20 août 1711).
Balaji se retourne ensuite contre Tarabai et son propre réseau d'intrigues. La chute de Tarabai à Kolhapur en 1712 est le résultat d'une conspiration ourdie par Balaji Vishwanath en connivence avec les éléments insatisfaits de la cour de Tarabai. Balaji Vishwanath incite l'autre veuve de Rajaram, Rajasbai, à mener un coup d'État contre Shivaji II, le fils de Tarabai, pour installer son propre fils, Sambhaji II (en), sur le trône de Kolhapur. La maison régnante de Kolhapur se retrouve ainsi sous la protection et la subordination de Shahu.

## Nomination en tant que Peshwâ

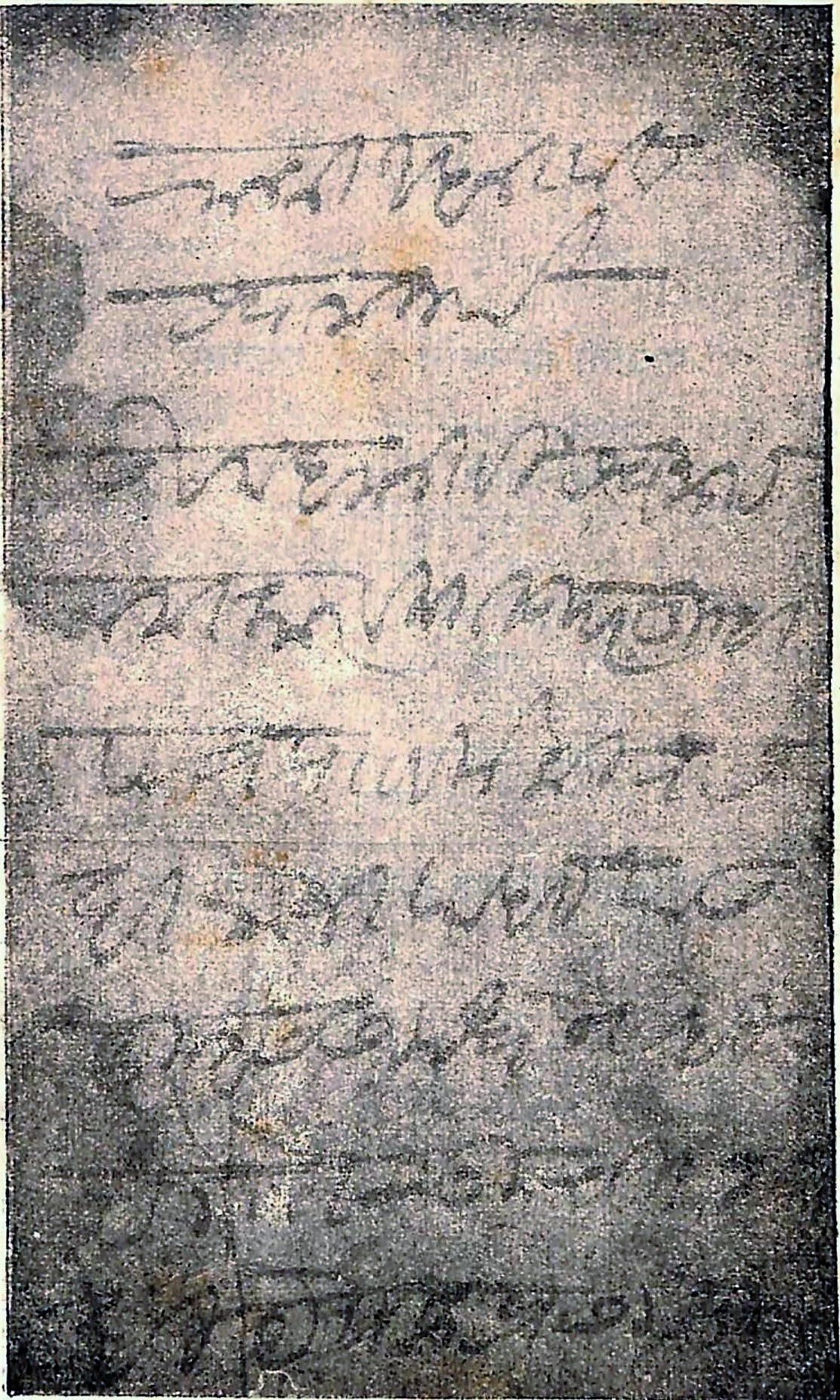
Lettre manuscrite de Balaji Vishwanath.

Shahu s'est ensuite attaché à soumettre le clan Angria. Tukoji Angria avait commandé la marine de Chattrapati Shivaji et son fils Kanhoji Angria lui succède en 1690. Kanhoji reçut de Tarabai le titre de Sarkhel, « Amiral de la flotte marathe ». Le conflit entre Tarabai et Shahu offre à Kanhoji l'occasion de se libérer efficacement de la suzeraineté de l'un et de l'autre. Il s'empare du grand centre commercial de Kalyan et des forts voisins de Rajmachi et Lohagad. Shahu envoie une force importante sous la direction de son Peshwâ, ou Premier ministre, Bahiroji Pingale (en). Kanhoji vainc Pigale et l'emprisonne à Lohagad, puis commence à avancer vers Satara, la capitale de Shahu. Shahu ordonne à Balaji de lever une nouvelle armée pour soumettre Kanhoji. Balaji préfère la voie de la négociation et est nommé plénipotentiaire de Shahu pour négocier avec l'amiral. Balaji et Kanhoji se rencontrent à Lonavla. Le nouveau Peshwâ fait appel au patriotisme du vieux marin pour la cause marathe. Angria accepte de devenir le Sarkhel (amiral) de la marine de Shahu et de contrôler le Konkan. Balaji et Angria attaquent alors conjointement les Siddis musulmans de Janjira. Leurs forces combinées s'emparent de la majeure partie de la côte du Konkan, y compris de Shrivardhan, la ville natale de Balaji, qui devient une partie du fief d'Angria. Ravi du succès de Balaji, Shahu destitue Bahiroji Pingale (en) et nomme Balaji Vishwanath Peshwâ le 16 novembre 1713,.

## Expansion vers le nord
Farrukhsiyar est détrôné, aveuglé et emprisonné par les Sayyid, qui lui substituent un pantin plus souple, Rafi ud-Darajat, en février 1719. Ce prince infortuné se meurt de la tuberculose et est à son tour remplacé, après un règne de trois mois seulement, par son frère aîné Rafi Ud-Daulah). Rafi-ul-Darjat ratifie dûement le traité marathi. Shahu et ses successeurs sont reconnus par les empereurs moghols comme les héritiers légitimes de Chattrapati Shivaji.

## Conflit avec Sambhaji II
Shahu veut établir sa domination dans la partie nord du territoire de Kolhapur. Après avoir vaincu Shivaji II de Kolhapur en 1714, Sambhaji II (en), fils de Rajasbai, devient le Chattrapati de Kolhapur. Il gouverne son territoire avec les conseils de Ramchandra Panta Amatya (en). En 1716, Ramchandra Pant meurt à Panhala (en). Sambhaji commence alors à attaquer le territoire de Shahu avec l'aide d'Udaji Chavan (en) et de Yashwantrao Thorat (en). Le Shirol est sous la responsabilité de Chavan et l'Ashta, le Yelvi, le Walwa et le jagir (en) dans les vallées de Warana sont sous la responsabilité de Yashwantrao.

### Bataille de Panhala
Après que Balaji Vishwanath soit revenu de Delhi avec des sanads impériaux, il décide de marcher contre Sambhaji. Il s'empare d'Ashta, de Yelvi et d'autres villages de la vallée de Warana, puis attaque Panhala. À cette époque, Yashwnantrao Thorat se trouve sur le territoire de Bijapur. Il apprend que Balaji Vishwanath a capturé son jagir dans la vallée de Warana et qu'il s'apprête à attaquer le fort de Panhala (en). Il prend immédiatement quelques troupes avec lui et se dirige vers le fort. Cette bataille a lieu en 1719. Yashwantrao Thorat est vaincu et tué au cours de la bataille.

## Vie personnelle

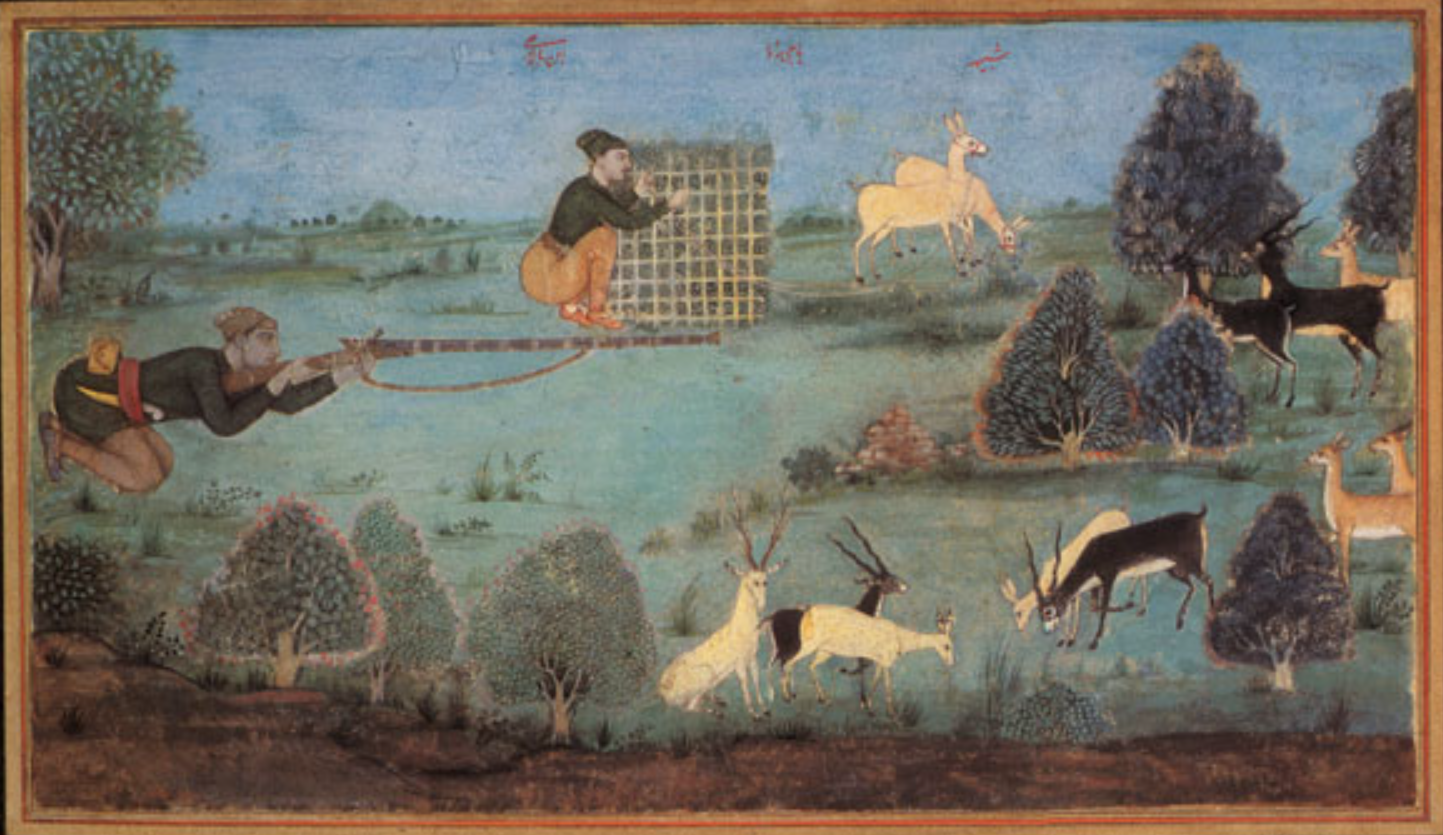
Balaji Vishwanath chasse avec son fils Bajirao.

Balaji épouse Radhabai Barve et a deux fils, Bajirao Ier et Chimaji Appa (en). Il a également deux filles. L'aînée, Bhiubai, épouse Abaji Joshi de Baramati, frère du banquier Balaji Naik, célèbre pour avoir été le principal créancier de Bajirao Ier. La cadette, Anubai, épouse Venkatrao Ghorpade d'Ichalkaranji. Leurs héritiers dirigeront l'État d'Ichalkaranji jusqu'en 1947.

## Mort
Balaji revient en triomphe de Delhi à Satara, ayant également obtenu la libération, après des décennies de captivité moghole, de la mère (Yesubai), de l'épouse (Savitribai), et du demi-frère (Madan Singh) de Shahu. Épuisé par ses travaux et par le fastidieux voyage de retour depuis la capitale impériale, la santé de Balaji Vishwanath commence à décliner. En octobre 1719, il obtient de Shahu l'autorisation de se retirer dans le village de Saswad, près de Pune, qu'il avait obtenu de Shahu. Balaji Vishwanath meurt le 12 avril 1720. Son fils aîné, le célèbre Bajirao Ier, lui succède et est nommé Peshwâ par Chattrapati Shahu.

## Administration

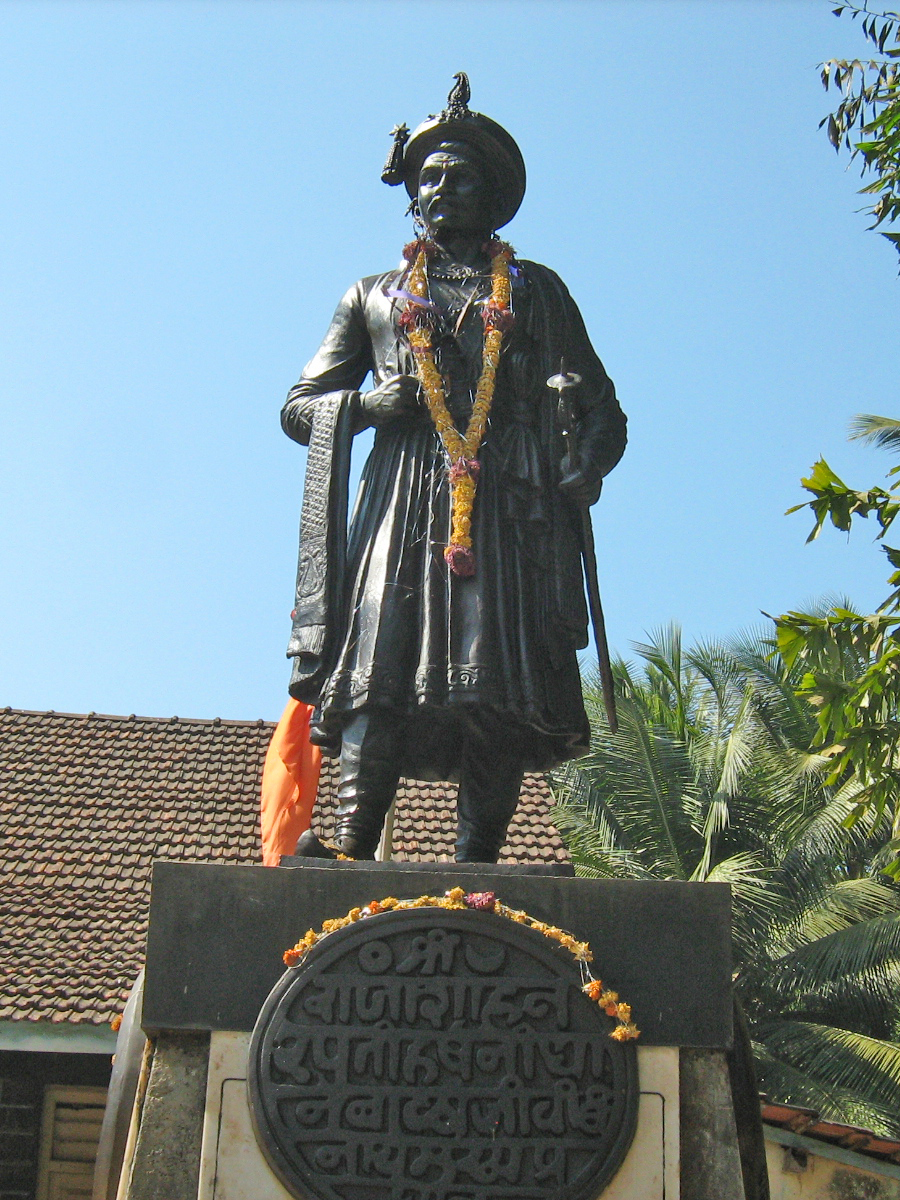
Statue de Balaji Vishwanath à Shrivardhan, Maharashtra

Balaji Vishwanath a également jeté les bases du système administratif complexe des Marathes qui s'est maintenu pendant un siècle après sa mort. Le système de collecte d'impôts des Marathes dans un large éventail de provinces nominalement mogholes reposait sur un vaste réseau d'agents et de collecteurs. « C'est à ce système, autant qu'à leurs victoires sur le terrain, que les Marathes doivent l'expansion de leur empire »,. Le mécanisme des recettes collectées a été soutenu par des facilités de crédit accordées par des familles bancaires établies.

## Postérité
Une statue de Balaji Vishwanath se dresse dans son village ancestral de Shrivardhan, près de Raigad, dans le Maharashtra.

## Dans la culture populaire
- Manish Wadhwa (en) joue le rôle de Balaji dans la série télévisée Peshwa Bajirao (en)[20].